# Puturus
Puturus (makedonska: Путурус) är en ort i Nordmakedonien. Den ligger i kommunen Opstina Mogila, i den södra delen av landet, 100 kilometer söder om huvudstaden Skopje. Puturus ligger 661 meter över havet och antalet invånare är 198.